# رضا گلپور
رضا گلپور چمرکوهی (زاده ۱۳۵۶) نویسنده اهل ایران و زندانی سیاسی بود. او در ابتدا نزدیک به جریان‌های امنیتی محافظه‌کاران ایران تصور می‌شد ولی بعداً به جرم ارتباط با اسرائیل زندانی شد. گلپور در اوایل دهه ۸۰ شمسی با کتاب شنود اشباح که اتهاماتی امنیتی را علیه اصلاح‌طلبان مطرح می‌کرد، شناخته میشد و در آن مقطع در عین حمله به اصلاح‌طلبان، با حسین شریعتمداری، مدیر مسئول کیهان هم جدل قلمی داشت. گلپور در سال ۸۸ از حامیان محمود احمدی‌نژاد بود، اما پس از آن علیه اسفندیار رحیم مشایی و محمدرضا رحیمی از معاونان محمود احمدی‌نژاد می‌نوشت.

## دستگیری و زندان
گلپور در تیر ماه ۸۴ به دلیل انتشار شنود اشباح که علیه وزارت اطلاعات در دوران دولت محمد خاتمی تهیه شده بود، چندین ماه بازداشت شد و سرانجام به دلیل اتهامات امنیتی و تبلیغ علیه نظام، از سوی شعبه ۳۰ دادگاه انقلاب تهران، به یک میلیون و پانصد هزار تومان جزای نقدی محکوم شد.
پس از آن که در زمستان ۱۳۹۴ درگیری‌ محمد سرافراز رئیس وقت صدا و سیما بر سر فساد مالی در این سازمان بالا گرفت، رضا گلپور با او و شهرزاد میرقلی‌خان صحبت کرد و کمی بعد به همراه محمدحسین رستمی به اتهام جاسوسی برای اسرائیل بازداشت شد.
او در آذر ۱۳۹۵ توسط سازمان اطلاعات سپاه پاسداران انقلاب اسلامی به اتهام جاسوسی برای اسراییل به حکم علی قناعت کار بازپرس شعبه یکم دادسرای ۳۳ امنیت و در پی اظهارات و ادعاهای محمدحسین رستمی مدیر سایت عماریون دستگیر شد. گلپور که با کیفرخواست اعدام به اتهام جاسوسی برای اسرائیل توسط قاضی ابوالقاسم صلواتی به ۲۸ سال و نیم حبس محکوم گردیده بود پس از حدود ۲۸ ماه حبس در بازداشتگاه امنیتی دوی الف اوین؛ توسط قاضی سید احمد زرگر از اتهام جاسوسی تبرئه گردید؛ اما به عناوین دیگری نظیر ارتباط با دول متخاصم، اجتماع و تبانی به قصد برهم زدن امنیت داخلی و خارجی ایران، اهانت به مسئولان، تبلیغ علیه نظام و پرداخت جریمه نقدی در پی شکایت شخصی جعفری دولت‌آبادی دادستان تهران به بیش از بیست و نه سال و شش ماه و ۱۰ روز حبس و چهار میلیون تومان جریمه محکوم شد.
او تیر ۱۳۹۸ در جریان نامه‌نگاری با ابراهیم رئیسی، رئیس وقت قوه قضاییه، به یک سال و ده روز حبس تعزیری نیز محکوم شد. در این نامه اتهامات گسترده‌ای علیه حسین طائب، رئیس سازمان اطلاعات سپاه و صادق لاریجانی، رئیس سابق قوه قضاییه مطرح شده بود. فایل صوتی نامه رضا گلپور توسط شهرزاد میرقلی‌خان، کارمند سابق سازمان صدا و سیما منتشر شد.
گلپور در پی تبرئه شدن از اتهامات مطروحه در پرونده‌اش از سوی دیوان عالی کشور ایران در ۳ مهرماه ۱۴۰۰، از زندان اوین آزاد شد.